# Valente (imperatore)
Flavio Giulio Valente (latino: Flavius Iulius Valens; Cibalae, 328 – Adrianopoli, 9 agosto 378) è stato un imperatore romano dal 364, anno in cui il fratello Valentiniano I gli affidò la parte orientale dell'Impero romano, fino alla sua morte, avvenuta durante la battaglia di Adrianopoli.

## Biografia

### Origini familiari
Valente e suo fratello Valentiniano nacquero entrambi 70 km ad est di Sirmio, nella città di Cibalae, rispettivamente nel 328 e nel 321. Passarono la loro infanzia in tenute comprate dal padre, Graziano il Vecchio, in Africa e in Britannia. Mentre Valentiniano aveva avuto una brillante carriera già prima del suo accostamento al titolo imperiale, Valente passò gran parte della propria giovinezza nelle proprietà familiari e si unì all'esercito solo intorno al 360. Secondo gli storici Socrate Scolastico e Giovanni di Antiochia, Valente, come Valentiniano, avrebbe avuto problemi per essersi dichiarato cristiano sotto l'imperatore pagano Giuliano (regnante tra il 361 e il 363), mentre ricopriva la carica di protector domesticus; secondo gli storici moderni, questo episodio potrebbe corrispondere a verità, e pare che Valente (ma non Valentiniano) si sia rifiutato di compiere un sacrificio richiesto da Giuliano, ma senza subire conseguenze.
Nel febbraio del 364, l'imperatore in carica Gioviano, il quale si stava recando a Costantinopoli per rinsaldare il proprio potere, rimase asfissiato durante una sosta a Dadastana, 150 km ad est di Ancyra (l'attuale Ankara). Valentiniano era tra gli agenti dell'imperatore, e la sua permanenza nell'esercito gli aveva reso una promozione a tribunus scutariorum, assieme ad una certa fama. Quando si dovette procedere ad eleggere un nuovo Imperatore, Valentiniano fu considerato una scelta naturale. Egli era illirico come Gioviano e aveva rapporti con l'armata che aveva scelto il precedente imperatore l'estate precedente. A differenza di Gioviano, comunque, Valentiniano fu eletto, e non imposto, per il ruolo di imperatore: fu proclamato Augusto il 26 febbraio 364. Il suo primo gesto fu la decisione di condividere il governo dell'Impero, che giudicava ingovernabile per la sua vastità, e il 28 marzo dello stesso anno designò suo fratello Valente proprio coimperatore all'Ebdomonte, primo di una lunga serie di imperatori incoronati in quel luogo.
Dopo soli due mesi di governo affiancato, i due tornarono in Illirico; poco fuori Naisso, in Moesia, si spartirono i burocrati, e a Sirmio fecero lo stesso con le proprie armate. Come Augusto anziano (Massimo Augusto) Valentiniano tenne direttamente l'Italia, l'Illirico, la Spagna e la Gallia, la Britannia e la provincia d'Africa; Valente, come Augusto Junior, ebbe dal fratello la metà orientale dei Balcani, la Grecia, l'Egitto, la Siria e l'Asia minore fino al confine con la Persia. Dopo la metà di agosto 365, Valentiniano continuò per Mediolanum, dove risiedette per un anno prima di raggiungere Treviri, la quale rimase la sua capitale fino al 375; Valente tornò a Costantinopoli per la fine del 364.

### Rivolta di Procopio
Valente aveva ereditato la parte orientale di un impero che si era appena ritirato da gran parte dei propri possedimenti in Mesopotamia e Armenia in seguito al trattato firmato da Gioviano col re di Persia Sapore II. La priorità di Valente per l'inverno del 365 era avanzare verso est, con l'intenzione di recuperare la situazione. Essendo arrivato in Cappadocia in autunno, venne a sapere che un usurpatore si era proclamato imperatore a Costantinopoli.
Alla sua morte, Giuliano aveva lasciato un parente in vita, un cugino da parte di madre di nome Procopio. Egli era stato incaricato di comandare una divisione settentrionale dell'esercito di Giuliano durante la spedizione in Persia, e non era stato presente all'elezione imperiale di Gioviano. Mentre questo aveva cercato di tenere a bada il potenziale rivale per il potere, sotto Valente Procopio fu sempre più sospettato di covare il desiderio di vendetta. 
Dopo essere sfuggito per poco all'arresto, si nascose e tornò allo scoperto a Costantinopoli, dove riuscì a convincere due divisioni militari di passaggio (Divitenses e i Tungrecani Iuniores) a proclamarlo imperatore il 28 settembre 365. Sembra che all'inizio l'accoglienza in città sia stata tiepida, ma in seguito Procopio riuscì ad ottenere il favore della popolazione con una massiccia azione di propaganda: isolò la città rispetto alle notizie esterne, e fece girare la voce che Valentiniano fosse morto; fece coniare monete che sottolineavano una sua connessione con la dinastia costantiniana, che poi legittimò per mezzo della vedova e della figlia di Costanzo II come facciata per il proprio regime. 
Questo modo di agire riscosse un certo successo, soprattutto tra i soldati fedeli alla dinastia costantiniana e agli intellettuali orientali, oltre che ai Galli, rimasti senza un vero e proprio principe, data la morte di Giuliano, che si sentivano perseguitati dai Valentiniani. Alcuni membri dei pannonici stavano in questi anni riscuotendo grande successo (Massimino e Leone), per cui coloro che sotto Giuliano mantennero le loro cariche, si sentirono minacciati dall'avvento al potere dei valentiniani.
Valente, nel frattempo esitava: alla notizia della rivolta considerò l'idea dell'abdicazione e forse anche del suicidio. Anche quando riuscì a farsi forza per combattere, i suoi sforzi furono ostacolati dal fatto che gran parte delle sue truppe fossero già passate dalla Cilicia alla Siria. Nonostante tutto, Valente poté mandare due legioni incontro a Procopio, il quale le persuase facilmente a passare dalla propria parte. Nello stesso anno Valente stesso per poco non fu catturato in uno scontro vicino Calcedonia. I problemi furono aumentati dal rifiuto di Valentiniano di fare altro che difendere i propri territori, concepì il problema Procopio come da porre in secondo piano rispetto alla minaccia germanica che invece affrontò sul confine settentrionale. Il fallimento della resistenza imperiale permise a Procopio di impossessarsi delle diocesi di Tracia e d'Asiana.
Valente poté mettere insieme abbastanza truppe da affrontare Procopio solo nella primavera del 366, e marciò da Ancyra in Galazia, dove sconfisse il generale di Procopio, Gomoario, nella Battaglia di Tiatira; quindi affrontò direttamente il ribelle a Nacoleia e convinse le sue truppe ad abbandonarlo. Procopio fu giustiziato il 27 maggio e la sua testa fu inviata a Valentiniano a Treviri.

### Prima guerra gotica
Il popolo dei Goti, stanziato a settentrione, aveva supportato la rivolta di Procopio contro Valente, il quale era inoltre venuto a sapere di un loro piano di ribellione. Essi erano Tervingi, un ramo dei Visigoti allora sotto il comando di Atanarico, ed erano rimasti in pace fin dalla propria sconfitta contro Costantino nel 332. Nella primavera del 367 Valente, con l'aiuto del proprio nipote Graziano, Imperatore Romano d'Occidente, attraversò il Danubio e marciò incontro ad Atanarico. Questi si ritirò tra i Carpazi, costringendo Valente a rinunciare e tornare nel corso dell'estate. La primavera seguente un'alluvione del Danubio impedì all'Imperatore di passare il fiume, e egli tenne occupate le truppe con opere di fortificazione. Nel 369 attraversò nuovamente il corso d'acqua, e attaccò la tribù nordorientale dei Greutungi prima di affrontare e sconfiggere i Tervingi di Atanarico. Questo chiese una tregua, e Valente accettò con soddisfazione.

### Minaccia persiana
Tra le ragioni della formulazione di trattato di pace con i Goti del 369 c'era anche il deterioramento della situazione dell'impero ad oriente. Gioviano aveva rinunciato all'Armenia nel 363, e il Gran Re di Persia Sapore II era determinato a sfruttare la situazione. Il monarca sasanide cominciò allora a portare i signori dell'Armenia dalla propria parte e detronizzò il re arsacide armeno Arsace, che arrestò e incarcerò. Sapore mandò quindi una forza d'invasione contro il Regno d'Iberia, nell'odierna Georgia e una seconda armata contro il figlio di Arsace, Pap, nella fortezza di Artogerassa, probabilmente nel 367. Nella primavera seguente, Pap riuscì a scappare e a raggiungere Valente a Marcianopoli, dove stava conducendo la campagna contro i Goti.
Valente mandò il generale Arinteo a reimporre Pap sul trono armeno già l'estate seguente alla prima azione contro i Goti. Sapore reagì invadendo ancora e devastando la regione. Pap riuscì nuovamente a fuggire e fu reintegrato dai Romani scortato da una forza molto più grande nel 370. La primavera seguente il generale Terenzio guidò forze ancora più grandi per riconquistare l'Iberia e presidiare l'Armenia nei pressi del monte Npat. Il contrattacco di Sapore in Armenia fu bloccato dai generali Traiano e Vadomario a Bagavan. Valente aveva violato il trattato del 363 e quindi aveva difeso con successo la propria posizione. Una tregua stipulata nell'anno della vittoria garantì una pace provvisoria per cinque anni, mentre Sapore era impegnato contro un'invasione Kidarita ad est nei territori indo-sasanidi.
Nel frattempo sorsero problemi con Pap, che arrivò ad uccidere il patriarca armeno Narses e a pretendere il controllo di alcune città romane, tra cui Edessa. Spinto dai suoi generali, e temendo che Pap sarebbe passato dalla parte dei Persiani, Valente tentò di catturare il principe, e in seguito lo fece mettere a morte. Al suo posto l'imperatore pose un altro arsacide, Varazdat, che governò sotto la reggenza dello sparapet (comandante dell'esercito armeno) Masel Mamikonean, fedele a Roma. Inoltre Valentiniano morì dopo una campagna contro i Quadi per un colpo apoplettico, il 17 novembre 375. I due figli di Valentiniano, e nipoti di Valente, Graziano e Valentiniano II, furono nominati augusti dalle truppe in Pannonia.
Tutto ciò non migliorò la situazione con i Persiani, che ricominciarono a lamentarsi riguardo al trattato del 363. Nel 375, Valente si preparò per una spedizione, che però non venne eseguita a causa della grande rivolta in Isauria da parte di truppe prima stanziate ad oriente. Come se non bastasse, nel 377 i Saraceni comandati dalla regina Mavia si ribellarono, devastando i territori dalla Palestina al Sinai. Anche se Valente riuscì a sedare entrambe le rivolte, gli fu impedita l'azione ad est.

### Ribellioni dei barbari
I piani di Valente per una campagna verso est non si realizzarono mai. Un trasferimento di truppe all'Impero d'occidente nel 374 aveva lasciato molti vuoti nelle file orientali, e per riempirli l'Imperatore ordinò un'ambiziosa azione di reclutamento. Non gli giunse quindi sgradita la notizia che i Goti erano stati scacciati dalla propria terra di residenza dagli Unni nel 375 e che gli stavano ora chiedendo asilo. Nel 376 i Visigoti avanzarono verso la foce del Danubio e mandarono un ambasciatore da Valente, il quale aveva posto la propria capitale ad Antiochia. Essi domandavano protezione e terre nella penisola balcanica: si stima che 200.000 Goti fossero lungo il Danubio in Mesia e in Dacia.
Come i suoi consiglieri gli fecero subito notare, questi barbari avrebbero potuto sia riempire i vuoti del suo esercito sia diminuire la sua dipendenza dalle truppe di leva provinciali, aumentando inoltre i proventi della tassa di reclutamento. Tra i capi dei Goti che chiedevano asilo era incluso Fritigerno, che aveva avuto buoni contatti con Valente negli anni 370, quando questi lo aveva aiutato nella sua ribellione contro Atanarico, il quale stava perseguitando i Goti cristiani. Anche se sembra che molti gruppi chiesero l'ingresso nell'Impero, Valente lo concesse solo a Fritigerno, permettendo così di controllare altri gruppi barbari al di fuori dei confini imperiali, ciò non evitò che gli altri lo seguissero.
Quando Fritigerno e i suoi intrapresero l'attraversamento, le truppe romane erano schierate ad est, sulla frontiera persiana e in Isauria, ed erano presenti solo truppe leggere di frontiera, i limitanei. La scarsezza di uomini impedì ai Romani di fermare un tentativo di attraversamento da parte di un gruppo di Goti prima, e poi di Unni e di Alani. Ciò che stava cominciando come un'integrazione programmata stava diventando un flusso incontrollato. La situazione andò di male in peggio, dato che i comandanti romani presero ad abusare dei Goti in loro controllo e questi si sollevarono in rivolta nel 377 sconfiggendo i Romani a Marcianopoli.
Dopo essersi riuniti ai Visigoti, agli Unni e agli Alani, le truppe barbariche marciarono a lungo prima di incontrare un contrattacco imperiale, in arrivo sia da oriente che da occidente. Nel 378 Valente uscì dalla propria base orientale di Antiochia verso ovest, prendendo con sé tutte le forze tranne quelle basilari per la difesa, tra cui alcuni Goti, e raggiunse Costantinopoli il 30 maggio. Nel frattempo i consiglieri di Valente, il Comes Ricomero, e i suoi generali Frigerido, Sebastiano e Vittorio lo misero in guardia, pregandolo di aspettare Graziano in arrivo dalla Gallia con le sue legioni vittoriose, cosa che Graziano stesso invocava strenuamente. Gli eventi successivi furono frutto della superbia di Valente che, geloso dei successi del nipote Graziano e convinto di avere truppe sufficienti per battere i Goti, voleva la vittoria per sé.

### Battaglia di Adrianopoli

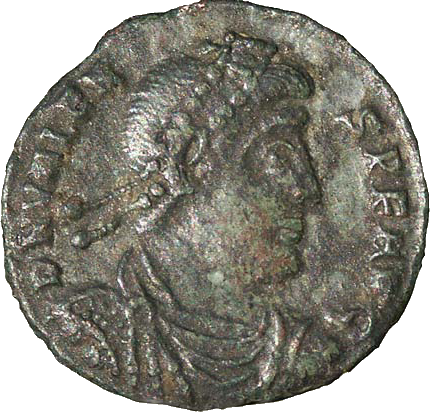
Moneta di Valente

Dopo una breve sosta con lo scopo di rafforzare le proprie truppe e ottenere un caposaldo in Tracia, Valente uscì dalla città, andando incontro all'armata barbarica il 9 agosto 378; la fonte primaria per la battaglia è Ammiano Marcellino.
I tentativi iniziali di trattativa furono interrotti quando un'unità romana ruppe lo schieramento caricando e diede così inizio ai combattimenti. I Romani stavano ancora resistendo quando furono travolti dall'arrivo a sorpresa della cavalleria gota che mandò nel caos l'esercito imperiale. Valente aveva lasciato una discreta parte delle proprie forze a guardia del suo tesoro personale. L'ala destra dello schieramento, la cavalleria, giunse all'accampamento nemico prima dell'ala sinistra, stancandosi senza supporto strategico.
Nel frattempo Fritigerno mandò ancora un emissario con proposte di pace, nella sua continua manipolazione della situazione. Il ritardo risultante mostrava il logoramento subito dai Romani. Le risorse dell'esercito furono ancora diminuite quando un attacco fuori tempo da parte degli arcieri rese necessario richiamare l'emissario di Valente, il comes Ricomere. Gli arcieri furono battuti e si ritirarono.
Quindi la cavalleria dei Goti colpì sotto il comando di Alteo e Safrace, e la cavalleria romana dovette soccombere, in quello che fu probabilmente l'evento decisivo della battaglia. La fanteria, abbandonata a se stessa, fu circondata e fatta a pezzi. Valente fu ferito e venne trasportato alla sua tenda. I Goti la circondarono e la misero a fuoco, ignari del suo prezioso ospite; secondo Ammiano Marcellino questa fu la fine dell'imperatore. Alla fine della battaglia, i due terzi dell'armata imperiale giacevano morti a terra. Erano morti anche molti degli ufficiali; ciò che rimaneva dell'esercito fu condotto via nottetempo dal comes Ricomere e dal generale Vittore.
La battaglia fu un grave colpo per Roma: l'imperatore Graziano, diciannovenne, era sopraffatto dalla disgrazia e non fu in grado di affrontare la catastrofe che seguì finché non nominò Teodosio I nuovo imperatore d'oriente.

## Eredità di Valente
La battaglia di Adrianopoli fu l'evento più significativo della carriera di Valente. Essa fu molto importante anche sotto un altro aspetto: l'evoluzione della guerra. Fino a quel tempo la fanteria romana era considerata invincibile, e ciò era stato dimostrato innumerevoli volte in battaglia. Ma la cavalleria gotica cambiò completamente il modo romano di combattere: anche se mancano dati relativi al V secolo, per tutto il IV e VI secolo la cavalleria divenne il nerbo dell'esercito imperiale terrestre.
Anche se mostrò del talento come amministratore, le persecuzioni dei Cristiani Niceni e dei filosofi pagani, i suoi sforzi vani di ottenere successi militari e la sua ottusità non lo ricoprirono certo di gloria. La morte, arrivata in una battaglia tanto nefasta, segnò l'apice di una carriera sfortunata. Ciò acquista particolare verità con l'analisi degli effetti della sconfitta riportata ad Adrianopoli. Questa segnò l'inizio della fine dell'integrità territoriale del tardo Impero, e ciò fu evidente persino ai contemporanei. Ammiano comprese che questa era la disfatta più grave dai tempi della battaglia di Canne, e l'ufficiale bizantino Rufino la chiamò "l'inizio dei mali per l'Impero romano, ora e in seguito".

### Approccio alla natura religiosa dell'impero
Durante il suo regno dovette risolvere le questioni teologiche introdotte durante il regno di Giuliano, che aveva reintrodotto i culti pagani. Il suo tentativo reazionario aveva preso vantaggio delle divisioni interne ai Cristiani e della permanenza dei riti pagani nelle file dell'esercito. Nonostante l'ampio supporto, le sue azioni venivano considerate eccessive, e veniva trattato con disdegno, prima della sua morte in una campagna contro i Persiani, poi considerata un segno di Dio.
Come i fratelli Costanzo II e Costante I, Valente e Valentiniano avevano credo religiosi differenti: Valente era Ariano e Valentiniano adottava il Credo di Nicea. Alla morte di Valente, in ogni caso, la storia dell'arianesimo nell'oriente romano giunse alla fine: il suo successore Teodosio I avrebbe infatti imposto il credo di Nicea tramite l'editto di Tessalonica.